# 小行星6672
小行星6672（6672 Corot）是一颗绕太阳运转的小行星，为主小行星带小行星。该小行星于1971年3月24日发现。

## 轨道参数
小行星6672的轨道半长轴为2.4119716 UA，离心率为0.214。